# Patrick Dempsey
Patrick Galen Dempsey (Lewiston, Maine, 13 de enero de 1966) es un actor y piloto de carreras estadounidense.
Se le conoce sobre todo por interpretar al neurocirujano Derek Shepherd en la serie Anatomía de Grey (ABC) por el que fue nominado al Emmy.
Ha aparecido en películas como  No puedes comprar mi amor (1987), Estallido (1995), Sweet Home Alabama (2002), Encantada (2007), Made of Honor (2008), Historias de San Valentín (2010) o Transformers: el lado oscuro de la luna (2011).

## Biografía
Hijo de la secretaria escolar Amanda Caisson y del vendedor de seguros William A. Dempsey, el actor nació en Lewiston (Maine) aunque se crio en Buckfield (Maine).
Asistió a los colegios Buckfield High School y St. Dominic Regional High School, del que se marchó antes de graduarse. En aquella época era un experto malabarista y alcanzó la segunda posición en una competencia nacional de malabarismo. A su vez, era un experto esquiador y durante su época de colegio ganó el campeonato estatal de Maine en esta disciplina. 
A los doce años le diagnosticaron dislexia y en 2008 confesó en una entrevista a Barbara Walters que cree que la dislexia contribuyó a «forjar el hombre que es hoy en día» y que le ha impulsado «a seguir luchando». Añadió que «nunca se ha dado por vencido».

## Carrera cinematográfica
Dempsey fue descubierto por una invitación a una audición para un papel en la producción teatral de Torch Song Trilogy. Su audición fue un éxito, y pasó los cuatro meses siguientes de gira con la compañía en Filadelfia. Después de esto, inició una nueva gira con la obra, Brighton Beach Memoirs, en el papel principal, la cual fue dirigida por Gene Saks. Dempsey también ha hecho apariciones notables en las producciones de la temporada de On Golden Pond, con la Maine Acting Company, y en el papel de Timmy ( l Martin Sheen papel) en un 1990 Off- Broadway renacimiento de  The Subject Was Roses co -protagonizada con John Mahoney y Dana Ivey en la Roundabout Theatre en Nueva York.
El primer papel importante en un largometraje de Dempsey fue a los 21 años con Beverly D' Angelo en la película In The Mood, ambientada en la Segunda Guerra Mundial cuenta la historia de Ellsworth Wisecarver cuyas relaciones con mujeres mayores casadas generó un revuelo nacional. Esto fue seguido por la comedia adolescente Can't Buy Me Love en 1987 con la actriz Amanda Peterson con gran éxito y Some Girls con Jennifer Connelly en 1988. Esta película fue un fracaso. En 1989, Dempsey tuvo el papel principal en las películas de Loverboy con la actriz Kirstie Alley y Happy Together con la actriz Helen Slater.

### Años 1990 y 2000
Dempsey hizo varias apariciones destacadas en la televisión en la década de 1990, participó varias veces en episodios pilotos que no fueron bien acogidos para una temporada completa, incluyendo papeles principales en las versiones de televisión de las películas The Player y About a Boy. Sin embargo, recibió buenas críticas personificando la vida real del jefe de la mafia, Meyer Lansky en 1991, cuando Mobsters fue puesto en pantalla. Su primer papel importante en televisión fue un papel recurrente como el novio deportista de Will en Will & Grace. Luego pasó a actuar como Aaron Brooks, el hermano psicológicamente desequilibrado de Judy, en Once and Again. Dempsey recibió una nominación al Emmy en 2001 como mejor actor invitado en una serie dramática por el papel de Aaron. En 1993, interpretó a un joven John F. Kennedy en la miniserie JFK: Reckless Youth. En 2000, también obtuvo el papel como el detective Kincaid en Scream 3.
En 2007, Dempsey protagonizó la película  de Disney Enchanted y para Paramount Pictures la película Freedom Writers , donde se reunió con su cooprotagonista en Iron Jawed Angels,  Hilary Swank . También prestó su voz para el papel de Kenai en  Brother Bear 2. Los roles más recientes de Dempsey incluyen la película de 2008  Made of Honor como Tom y la comedia romántica del 2010  Valentine's Day; este último filme, dirigido por Garry Marshall.
Universal Pictures adquirió los derechos de la premiada novela The Art of Racing in the Rainen julio de 2009, pensando en Dempsey para protagonizarla. El proyecto no había sido capaz de encontrar un director. Dempsey también fue el antagonista principal, Dylan Gould en la película de 2011 Transformers: el lado oscuro de la luna.
El 1 de noviembre de 2012, Deadline.com informó que Dempsey hizo una audición para protagonizar la comedia romántica  Wonderful Tonight  actuando junto a Amanda Seyfried.
En 2018, protagoniza la miniserie de TV (10 capítulos) "La verdad sobre el caso Harry Quebert". Da vida a un escritor estadounidense, acusado del asesinato de una adolescente.

### Anatomía de Grey
En 2005 se unió al reparto de Grey's Anatomy para interpretar al neurocirujano Derek Shepherd. Seis años después, corrió el rumor de que podría abandonar la serie. Finalmente, dejó el proyecto en 2015 con un final en el que muere, tras ser atropellado por un camión, debido a la mala atención médica que recibe en un hospital rural.

## Filmografía

### Cine
| Año  | Título                                  | Papel                        | Notas              |
| ---- | --------------------------------------- | ---------------------------- | ------------------ |
| 1985 | The Stuff                               | Comprador                    |                    |
| 1985 | Heaven Help Us                          | Corbet                       |                    |
| 1986 | A Fighting Choice                       | Kellin Taylor                |                    |
| 1986 | Meatballs III: Summer Job               | Rudy Gerner                  |                    |
| 1987 | Can't Buy Me Love                       | Ronald Miller                |                    |
| 1987 | In the Mood                             | Ellsworth «Sonny» Wisecarver |                    |
| 1988 | Some Girls                              | Michael                      |                    |
| 1988 | In a Shallow Grave                      | Potter Daventry              |                    |
| 1989 | Loverboy                                | Randy Bodek                  |                    |
| 1989 | Happy Together                          | Christopher Wooden           |                    |
| 1990 | Coupe de Ville                          | Robert «Bobby» Libner        |                    |
| 1991 | Mobsters                                | Meyer Lansky                 |                    |
| 1991 | Run                                     | Charlie Farrow               |                    |
| 1993 | Bank Robber                             | Billy                        |                    |
| 1994 | With Honors                             | Everett Calloway             |                    |
| 1994 | Ava's Magical Adventure                 | Jeffrey                      | También director   |
| 1995 | Outbreak                                | Jimbo Scott                  |                    |
| 1997 | Hugo Pool                               | Floyd Gaylen                 |                    |
| 1998 | Denial                                  | Sam                          |                    |
| 2000 | Scream 3                                | Mark Kincaid                 |                    |
| 2002 | Sweet Home Alabama                      | Andrew Hennings              |                    |
| 2002 | The Emperor's Club                      | Louis Masoudi                |                    |
| 2003 | Lucky 7                                 | Peter Connor                 |                    |
| 2004 | Iron Jawed Angels                       | Ben Weissman                 |                    |
| 2006 | Brother Bear 2                          | Kenai                        | Voz                |
| 2006 | Shade                                   | Paul Parker                  | Cortometraje       |
| 2007 | Freedom Writers                         | Scott Casey                  |                    |
| 2007 | Enchanted                               | Robert Philip                |                    |
| 2008 | Made of Honor                           | Tom Bailey                   |                    |
| 2010 | Valentine's Day                         | Harrison Copeland            |                    |
| 2010 | Easy A                                  | Ronald Miller                | Escenas de archivo |
| 2011 | Transformers: el lado oscuro de la luna | Dylan Gould                  |                    |
| 2011 | Flypaper                                | Tripp Kennedy                | También productor  |
| 2016 | Bridget Jones's Baby                    | Jack Qwant                   |                    |
| 2019 | The Art of Racing in the Rain           | ―                            | Productor          |
| 2022 | Disenchanted                            | Robert Philip                |                    |
| 2023 | Ferrari                                 | Piero Taruffi                |                    |
| 2023 | Thanksgiving                            | Sheriff Newlon               |                    |

### Televisión
| Año       | Título                                   | Papel             | Notas                                                                 |
| --------- | ---------------------------------------- | ----------------- | --------------------------------------------------------------------- |
| 1997      | 20,000 Leagues Under the Sea             | Pierre Arronax    | Protagonista (miniserie)                                              |
| 1998      | Jeremiah                                 | Jeremías          | Película para televisión                                              |
| 1998      | Crime and Punishment                     | Rodión Románovich | Película para televisión                                              |
| 2000–2001 | Will & Grace                             | Matthew           | 3 episodios                                                           |
| 2002      | Once and Again                           | Aaron Brooks      | 4 episodios                                                           |
| 2005–2021 | Grey's Anatomy                           | Derek Shepherd    | Elenco principal (temporadas 1-11) / Elenco recurrente (temporada 17) |
| 2018      | The Truth About the Harry Quebert Affair | Harry Quebert     | Protagonista; 10 episodios                                            |
| 2020–2022 | Devils                                   | Dominic Morgan    | Elenco principal; 18 episodios                                        |
| 2024      | Dexter: Original Sin                     | Aaron Spencer     | Elenco principal                                                      |

## Vida privada

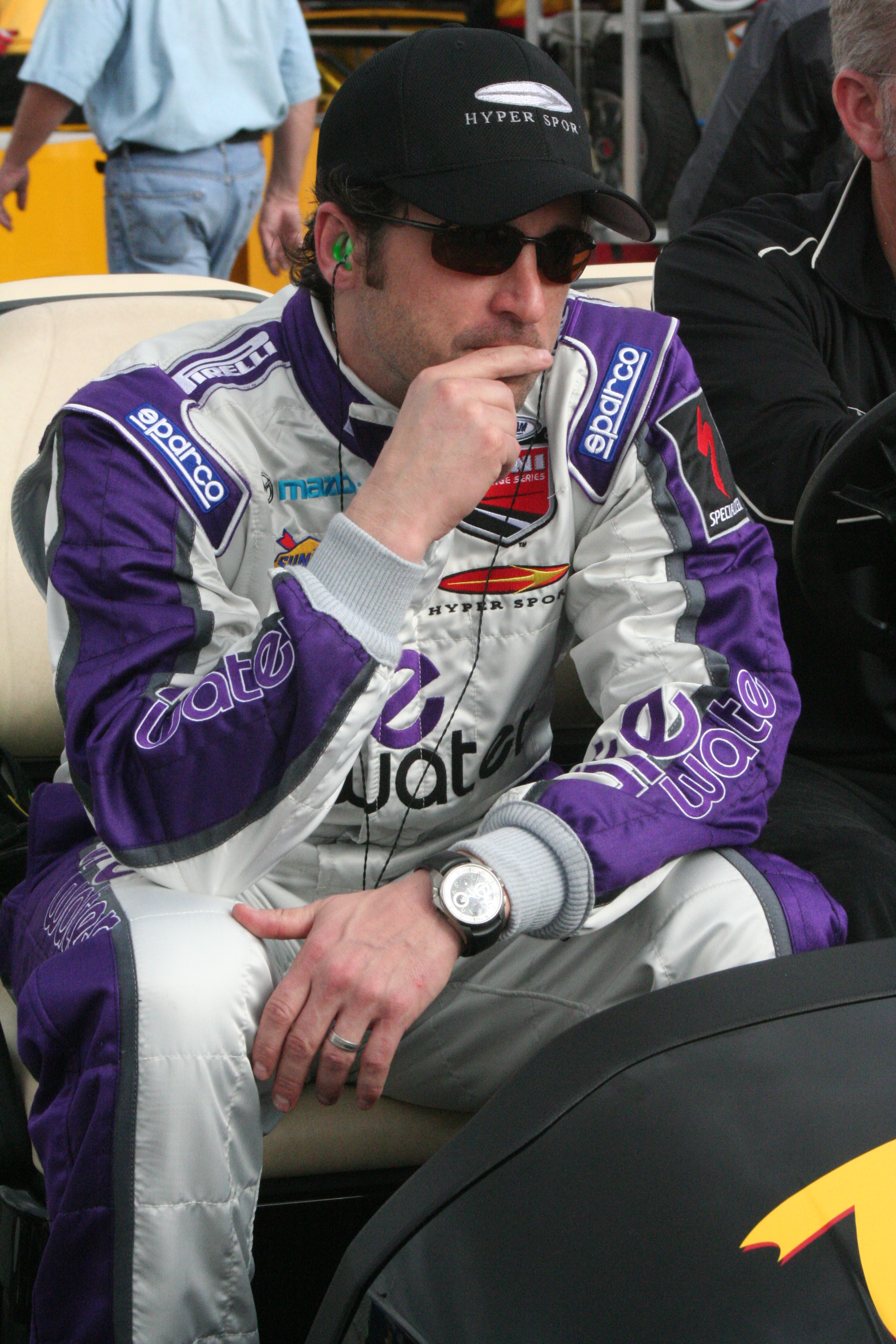
Patrick Dempsey en las 24 Horas de Daytona de 2008

Ha estado casado en dos ocasiones. En 1987 contrajo matrimonio con Rocky Parker, con quien filmó la película In the Mood, y de quien se divorció en 1994.
El 31 de julio de 1999, Dempsey se casó con Jillian Fink. La pareja tiene tres hijos, una hija Talula Fink (nacida el 20 de febrero de 2002) y los hijos gemelos Sullivan Patrick y Darby Galen (nacidos el 1 de febrero de 2007). En enero de 2015, Fink solicitó el divorcio,  pero la pareja se reconcilió más tarde en el año. Cancelaron su divorcio el 12 de noviembre de 2016.

## Carrera automovilística
Desde 2004 a 2015, Dempsey corrió en diversos campeonatos de carreras de gran turismos, tales como el Campeonato Mundial de Resistencia o American Le Mans Series, muchas de ellas en clases con pilotos amateurs. En 2006 fundó el equipo Dempsey Racing, que unos años más tarde se alió con Proton Competition para el Mundial de Resistencia.

### Resultados

#### Campeonato Mundial de Resistencia de la FIA
(Clave) (negrita indica pole position) (cursiva indica vuelta rápida)

| Año  | Escudería             | Clase    | Automóvil       | 1   | 2   | 3   | 4   | 5   | 6   | 7   | 8   | Pos. | Puntos | Ref.  |
| ---- | --------------------- | -------- | --------------- | --- | --- | --- | --- | --- | --- | --- | --- | ---- | ------ | ----- |
| 2015 | Dempsey Racing-Proton | LMGTE Am | Porsche 911 RSR | SIL | SPA | LMS | NÜR | COA | FUJ | SHA | BHR | 6.º  | 116    | [ 9 ] |
| 2015 | Dempsey Racing-Proton | LMGTE Am | Porsche 911 RSR | 6   | 5   | 2   | 4   | 4   | 1   | 4   |     | 6.º  | 116    | [ 9 ] |